# Хуштов, Асланбек Витальевич
Асланбек Витальевич Хуштов (кабард.-черк. Хъущт Виталий и къуэ Аслъэнбэч; род. 1 июля 1980, Белоглинское, Кабардино-Балкарская АССР) — российский борец греко-римского стиля, член национальной сборной России с 2004 года, заслуженный мастер спорта России. Олимпийский чемпион 2008 года, трёхкратный чемпион Европы (2008, 2009, 2010), двукратный бронзовый призёр чемпионатов мира (2009, 2010), обладатель Кубка мира 2008 года, бронзовый призёр чемпионата России в Красноярске, победитель четырёх международных турниров (Франция, Польша, Румыния, Финляндия), серебряный призёр чемпионата России в Новосибирске 2007 года, чемпион России 2005 года. С ноября 2014 года — Министр Спорта Кабардино-Балкарской Республики.
Окончил Институт физической культуры, спорта и туризма Сибирского федерального университета.

## Происхождение
Кабардинец, представитель известного древнего адыгского рода Хушт, истоки которого идут от побережья Чёрного моря.

## Спортивная карьера

### Начало карьеры
Борьбой занимается с 12 лет, но серьёзно стал тренироваться в 23 года после получения высшего образования. С 2005 года Асланбек занимается в краевой Школе Высшего Спортивного Мастерства (ШВСМ) по видам борьбы им. Д. Миндиашвили. Первый тренер — Юрий Битоков.

### Олимпийские игры 2008
На Олимпийских играх 2008 с блеском выиграл 5 поединков, не позволив соперникам набрать ни единого бала:
- Схватки Хуштова на Олимпиаде-2008

14 августа 2008
- Предварительный раунд

Хуштов —  Асет Мамбетов — 5:0, 5:0
- 1/8 финала

Хуштов —  Диагоро Тимончини — 4:0, 4:0
- 1/4 финала

Хуштов —  Миндаугас Езерскис — 4:0, 5:0
- 1/2 финала

Хуштов —  Марек Швец — туше через 1 мин 36 сек
- Финал

Хуштов —  Мирко Энглих — 6:0, 3:0

## Работа в правительстве КБР
В ноябре 2014 года назначен Министром спорта Кабардино-Балкарии.

## Образование
Окончил Кабардино-Балкарскую Государственную сельскохозяйственную академию.

## Семья
Женат. Дочь Салима, сын Карим, дочь Заира, дочь Фарида.

## Награды и звания
- Орден «За заслуги перед Кабардино-Балкарской Республикой» (29 августа 2016) — за большой вклад в развитие физической культуры и спорта, высокие спортивные достижения на Олимпийских играх
- Орден Дружбы — За большой вклад в развитие физической культуры и спорта, высокие спортивные достижения на Играх XXIX Олимпиады 2008 года в Пекине[3]
- Заслуженный мастер спорта России
- Золотая борцовка — лучшему борцу 2008 года